# Lee Elijah
Lee Elijah (en hangul, 이엘리야, nacida el 19 de febrero de 1990) es una actriz y modelo surcoreana. Es conocida por sus papeles protagonistas en Basketball, The Return of Hwang Geum-Bok y personajes de reparto en Wonderful Days y Fight for My Way.

## Carrera
Fue miembro hasta 2022 de la agencia King Kong by Starship (previamente conocida como King Kong Entertainment) de Starship Entertainment (스타쉽 엔터테인먼트). En marzo de 2022, firmó con la nueva agencia Woongbin E&S.
En noviembre de 2018 se unió al elenco de la serie The Last Empress (también conocida como "Empress’s Dignity"), donde interpretó a la villana Min Yu-ra, una mujer observadora que busca vengarse del emperador Lee Hyuk (Shin Sung-rok), así como una alta funcionaria del palacio que tiene un papel importante en la política interna del mismo, hasta el final de la serie el 21 de febrero de 2019.
En junio de 2019 se unió al elenco de la serie Chief of Staff (también conocida como "Advisor"), donde dio vida a la trabajadora Yoon Hye-won, una secretaria de nivel 6 que ha alcanzado un alto cargo a pesar de su corta edad, hasta el final de la serie el 10 de diciembre del mismo año. Según la propia actriz, ese fue un punto de inflexión en su carrera: «a partir de ese momento, me sentía feliz y cómoda como actriz. No tenía que preocuparme por nada más que actuar».
En diciembre de 2019 se estrenó su primera película, My Bossy Girl, en la que interpreta el personaje protagonista, una joven discapacitada que está compitiendo para formar parte de la selección nacional de tiro con arco.
El 6 de julio de 2020 se unió al elenco principal de la serie The Good Detective (también conocida como "Model Detective"), donde interpretó a Jin Seo-kyung, una reportera que lleva trabajando cinco años en el "Jeonghan Daily", uno de los cuatro principales diarios, con una personalidad fuerte que defiende sus ideas, hasta el final de la serie el 25 de agosto del mismo año.

## Filmografía

### Series de televisión
| Año     | Título                       | Rol             | Red          | Notas              | Ref.          |
| ------- | ---------------------------- | --------------- | ------------ | ------------------ | ------------- |
| 2013    | Basketball                   | Choi Shin-young | tvN          |                    | [ 15 ]        |
| 2014    | Wonderful Days               | Kim Ma-ri       | KBS2         |                    | [ 16 ]        |
| 2015    | The Return of Hwang Geum-bok | Baek Ye-ryung   | SBS          |                    | [ 17 ]        |
| 2015    | Heroes                       | Park Hae-mil    | JTBC         |                    | [ 18 ]        |
| 2016    | Uncontrollably Fond          | Kim Yoo-na      | KBS2         | Invitada           | [ 19 ]        |
| 2017    | Fight for My Way             | Park Hye-ran    | KBS2         |                    | [ 20 ]        |
| 2018    | Children of a Lesser God     | Baek A-hyeon    | OCN          |                    | [ 21 ]        |
| 2018    | Miss Hammurabi               | Lee Do-yeon     | JTBC         |                    | [ 22 ]        |
| 2018-19 | The Last Empress             | Min Yu-ra       | SBS          |                    |               |
| 2019    | Chief of Staff               | Yoon Hye-won    | JTBC         |                    |               |
| 2020    | The Good Detective           | Jin Seo-kyung   | JTBC         |                    |               |
| 2021    | Delayed Justice              | Yoon Hye-won    | SBS          | Aparición especial | [ 23 ] [ 24 ] |
| 2023    | Bait                         | Na Yeon-seon    | Coupang Play |                    | [ 10 ]        |

### Drama web
| Año  | Título                      | Personaje | Notas |
| ---- | --------------------------- | --------- | ----- |
| 2018 | Life Book Room (인생책다방) | -         |       |

### Películas
| Año  | Título          | Personaje | Notas                                                             | Ref.          |
| ---- | --------------- | --------- | ----------------------------------------------------------------- | ------------- |
| 2019 | My Bossy Girl   | Hye Jin   | Junto a Ji Il-joo, Heo Jung-min, Kim Ki-doo y Go Geon-han         |               |
| 2022 | A Man of Reason | Min-seo   | Junto a Jung Woo-sung, Kim Nam-gil, Park Sung-woong y Kim Yun-han | [ 25 ] [ 26 ] |

### Programas de variedades
| Año  | Programa            | Notas                                                       | Ref.   |
| ---- | ------------------- | ----------------------------------------------------------- | ------ |
| 2017 | King of Mask Singer | 2 episodios - (Ep. 127-128) - concursó como "Secret Garden" | [ 27 ] |
| 2017 | Happy Together      | 2 episodios - (Ep. 513-514) - invitada                      |        |
| 2017 | Running Man         | 3 episodios - (Ep. 367-368, 383) - invitada                 | [ 28 ] |
| 2018 | Running Man         | 2 episodios - (Ep. 416-417) - invitada                      | [ 29 ] |
| 2019 | Knowing Bros        | invitada                                                    | [ 30 ] |

### Presentadora
| Año  | Evento                      | Notas                     |
| ---- | --------------------------- | ------------------------- |
| 2019 | Soribada Best K-Music Award | presentadora de categoría |
| 2020 | 56th Baeksang Arts Awards   | presentadora de categoría |

## Premios y nominaciones
| Año  | Premio              | Categoría                                                   | Nominación                          | Resultado | Ref           |
| ---- | ------------------- | ----------------------------------------------------------- | ----------------------------------- | --------- | ------------- |
| 2015 | SBS Drama Awards    | Premio Nueva Estrella                                       | The Return of Hwang Geum-bok        | Ganadora  | [ 33 ] [ 34 ] |
| 2018 | SBS Drama Awards    | Premio a la Excelencia, actriz en serie de miércoles-jueves | The Last Empress                    | Nominada  |               |
| 2020 | 7th APAN Star Award | Mejor actriz de reparto                                     | The Good Detective / Chief of Staff | Nominada  | [ 35 ]        |